# Puymiclan

Puymiclan este o comună în departamentul Lot-et-Garonne din sud-vestul Franței. În 2009 avea o populație de 565 de locuitori.

## Evoluția populației
| An        | 1975 | 1982 | 1990 | 1999 | 2006 | 2009 |
| --------- | ---- | ---- | ---- | ---- | ---- | ---- |
| Populație | 602  | 575  | 565  | 568  | 535  | 565  |

## Monumente

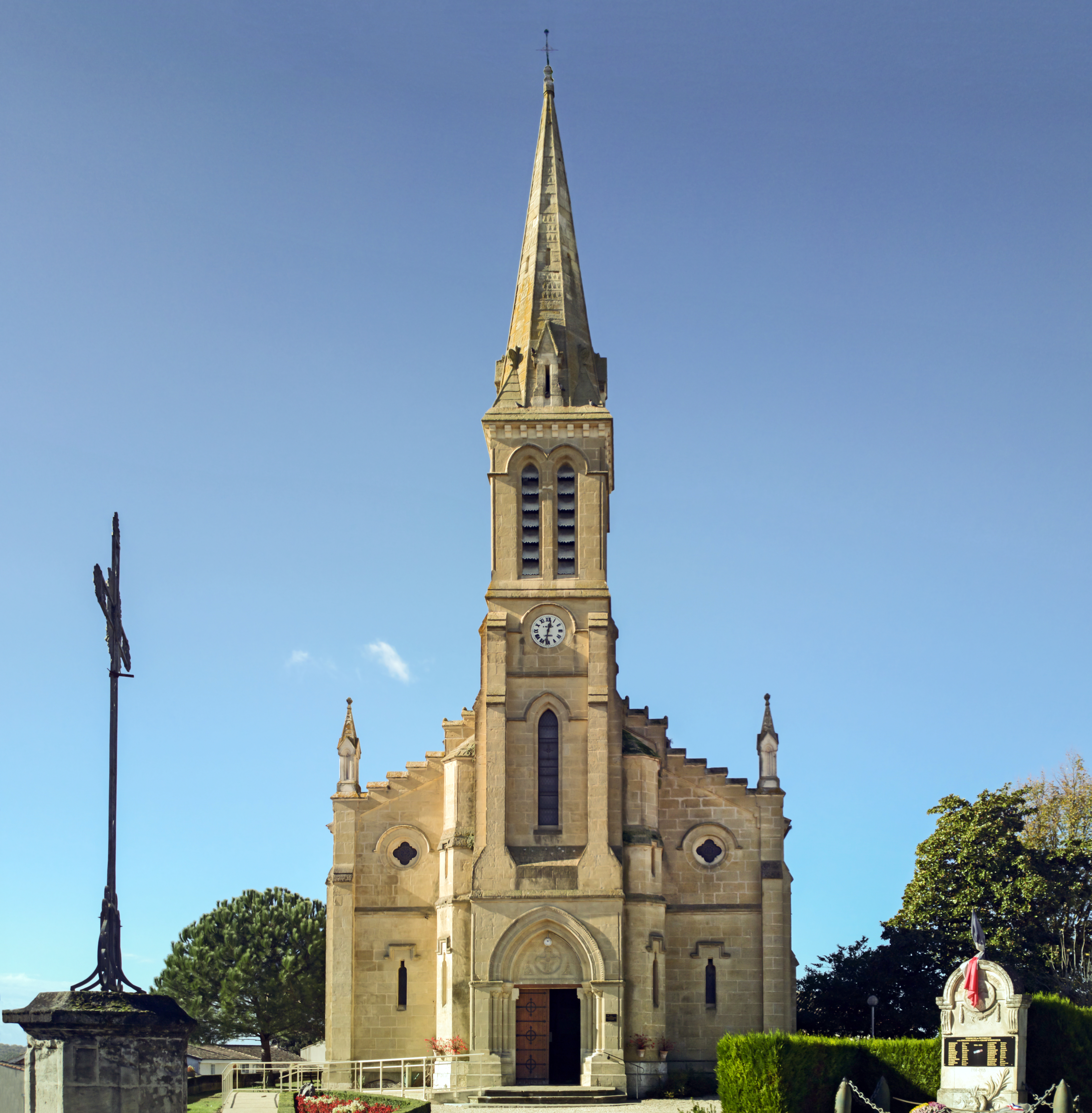
Biserica Notre-Dame-des-Pins
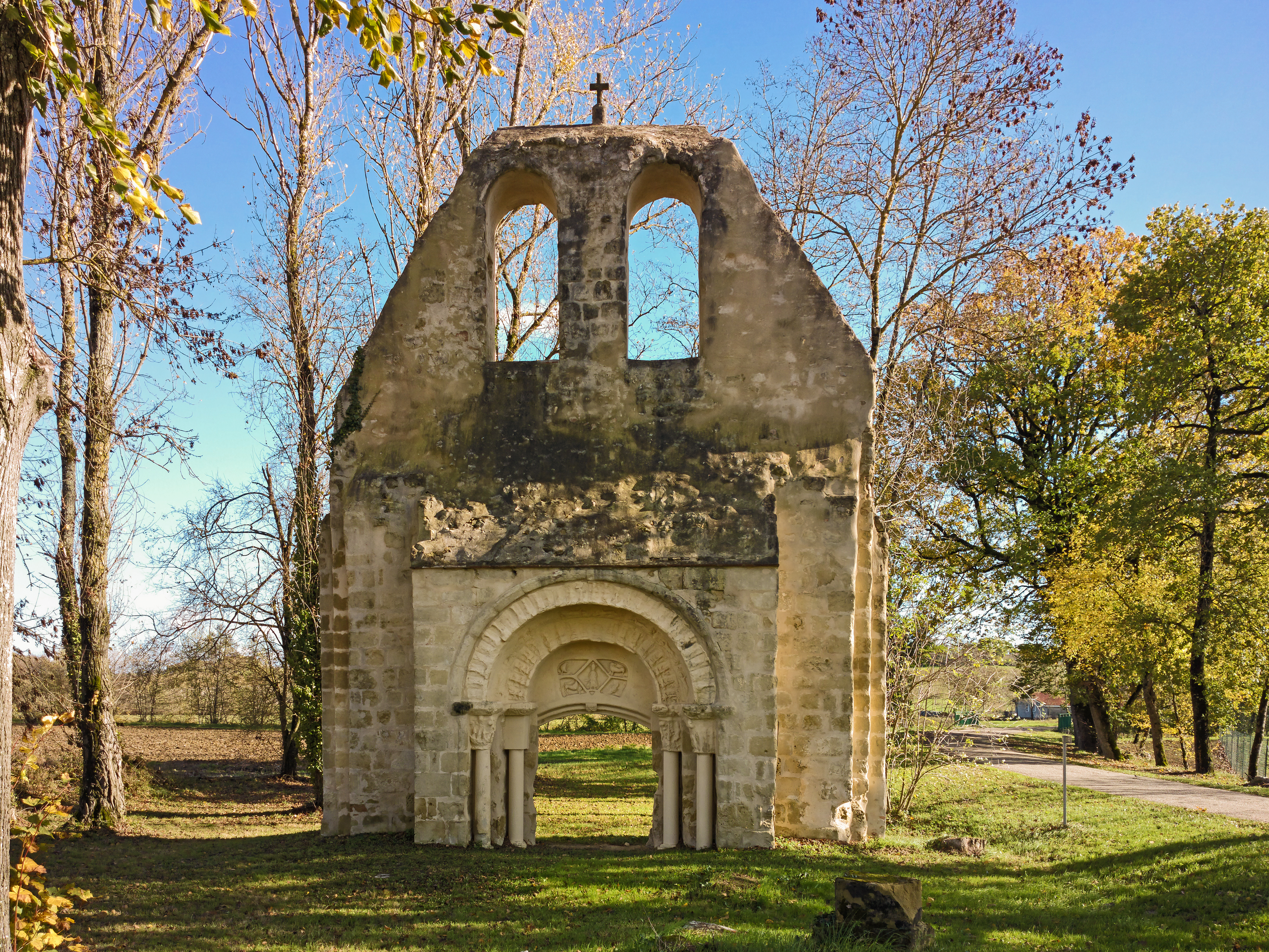
Biserica Saint-Pierre-de-Londres
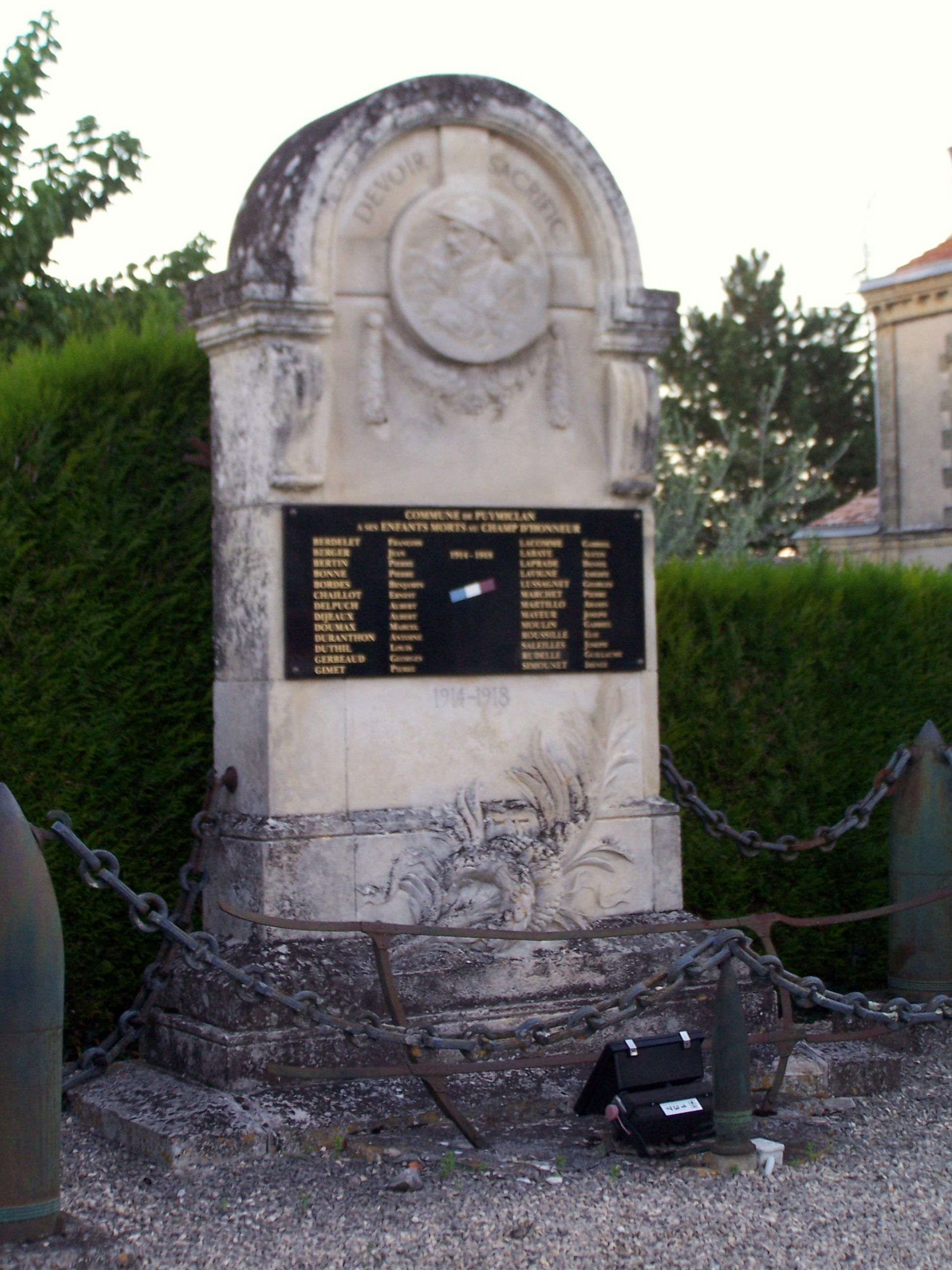
Memorial de război